# Dubove, Horol
Dubove (în ucraineană Дубове) este un sat în comuna Andriivka din raionul Horol, regiunea Poltava, Ucraina.

## Demografie
Componența lingvistică a localității Dubove
     Ucraineană (96,18%)
     Rusă (3,82%)
Conform recensământului din 2001, majoritatea populației localității Dubove era vorbitoare de ucraineană (96,18%), existând în minoritate și vorbitori de rusă (3,82%).